# Emigre
 (décembre 2022).
Si vous disposez d'ouvrages ou d'articles de référence ou si vous connaissez des sites web de qualité traitant du thème abordé ici, merci de compléter l'article en donnant les références utiles à sa vérifiabilité et en les liant à la section « Notes et références ».
Dans l'univers du graphisme, Emigre est à la fois une fonderie de caractères typographiques, Emigre Graphics, et un magazine, Emigre Magazine.

## Emigre Graphics
Emigre Graphics est une fonderie digitale de caractères typographiques située à Berkeley (Californie, États-Unis), fondée en 1984 par Rudy VanderLans et Zuzana Licko, dessinateurs de caractères et graphistes.
Emigre nait avec l'essor de la PAO : le premier Macintosh de la société Apple sort la même année, en 1984 (le no 11 d’Emigre Magazine est exclusivement consacré aux Macintosh) ; le langage PostScript date de 1982. La vulgarisation des outils de fabrication du design graphique est en relation directe avec le succès d'Emigre.
Une vingtaine de créateurs contemporains ont dessiné des polices de caractères pour Emigre. Leur travail s'inscrit dans un courant résolument novateur. Barry Deck, qui a réalisé les polices Template et Arbitrary, résume l'esprit qui habite cette avant-garde : « Ce qui m'intéresse dans une police est qu'elle ne soit pas parfaite. Une police qui reflète plus le langage imparfait d'un monde imparfait habité par des êtres imparfaits ».
Les critiques des tenants du traditionalisme moderniste furent très virulentes, notamment du designer Massimo Vignelli qui qualifia les polices de « déchets, manquant de profondeur, d'amélioration, d'élégance et de sens de l'histoire » !
Selon le graphiste et universitaire Chuck Byrne, cette inimitié s'explique : « les 50 dernières années, se faire une réputation consistait principalement à gagner des concours, à obtenir que votre travail soit édité et à répandre votre grandeur à travers le Monde. Ce qui a rendu fou l'establishment, c'est que Rudy et Zuzana ont totalement court-circuité cet apprentissage et sont devenus célèbres en travaillant simplement pour un groupe international d'admirateurs ».
Car si Emigre est sous le feu de la critique, le succès est énorme. Ses polices de caractères sont plébiscitées par la génération montante de graphistes et la réussite est aussi commerciale. Cela prend l'allure d'une invasion, au point que d'autres critiques prennent le contre-pied des précédentes : polices trop connues, trop aisément identifiables donc inutilisables. Le magazine Beach Culture  (où collabora David Carson) publie ainsi un numéro estampillé « sans polices Emigre » en couverture ! 
De subversif et avant-gardiste, Emigre Graphics rentre dans le rang à partir du milieu des années 1990. 
Début 2006, les 10 polices Emigre les plus achetées sont Mrs Eaves, puis Vista sans, Cholla, Dalliance, Filosofia, Fairplex, Priori, Matrix, Solex et Tarzana. 

### Prix
- Chrysler Award for Innovation in Design, 1994
- Publish Magazine Impact Award, 1996
- AIGA Gold Medal Award, 1997
- Charles Nyples Award, 1998

### Créations typographiques
Plus de 300 polices de caractères ou pictogrammes sont sous licence Emigre Graphics. Une sélection issue du catalogue (nom, créateur, année de création) :
| - Apollo - Elliott Peter Earls, 1993 et 1998 - Arbitrary - Barry Deck, 1990 - Backspacer - Nancy Mazzei et Brian Kelly de Smoke Bomb Studio, 1993 - Base 9 - Zuzana Licko, 1995 - Base 12 - Zuzana Licko, 1995 - Base Monospace - Zuzana Licko, 1997 - Big Cheese - pictogrammes, Eric Donelan et Bob Aufuldish, 1992 - Blockhead - John Hersey, 1995 - Blockhead - pictogrammes, John Hersey, 1995 - Brothers - John Downer, 1999 - Cholla - Sibylle Hagmann, 1999 - Citizen - Zuzana Licko, 1986 - Council - John Downer, 1999 - Dalliance - Frank Heine, 2000 - Dead History - P. Scott Makela, 1990 - Democratica - Miles Newlyn, 1991 - Dogma - Zuzana Licko, 1994 - Eidetic - Rodrigo Cavazos, 2000 - Elektrix - Zuzana Licko, 1989 - Elliott's - Elliott Peter Earls, 1993 et 1998 - Exocet - Jonathan Barnbrook, 1991 - Fairplex - Zuzana Licko, 2002 - FellaParts - pictogrammes, Edward Fella, 1993 - Filosofia - Zuzana Licko, 1996 - Hypnopaedia - pictogrammes, Zuzana Licko, 1997 - Journal - Zuzana Licko, 1990 - Keedy - Jeffery Keedy, 1989 - Lo - Res - Zuzana Licko, 1985 et 2001 - Los Feliz - Christian Schwartz, 2001 - Lunatix - Zuzana Licko, 1988 - Mason - Jonathan Barnbrook, 1992 - Matrix - Zuzana Licko, 1986 - Matrix Script - Zuzana Licko, 1992 - Missionary - Miles Newlyn, 1991 - Modula - Zuzana Licko, 1985 | - Modula Round - Zuzana Licko, 1995 - Motion - Frank Heine, 1992 - Mrs Eaves - Zuzana Licko, 1996 - Mrs Eaves Ligatures - Zuzana Licko, 1996 - Narly - Zuzana Licko, 1993 - NotCaslon - Mark Andresen, 1991 - Oblong - Rudy VanderLans et Zuzana Licko, 1988 - Ottomat - Claudio Piccinini, 1995 - OutWest - Edward Fella, 1993 - Platelet - Conor Mangat, 1993 - Poppi - pictogrammes, Martin Friedl, 2003 - Priori - Jonathan Barnbrook, 2003 - Puzzler - pictogrammes, Zuzana Licko, 2005 - Remedy - Frank Heine, 1991 - Sabbath Black - Miles Newlyn, 1992 - Senator - Zuzana Licko, 1988 - Soda Script - Zuzana Licko, 1995 - Solex - Zuzana Licko, 2000 - Suburban - Rudy VanderLans, 1993 - Tall Pack - versions condensées des polices de Zuzana Licko, 1990 - Tarzana - Zuzana Licko, 1998 - Template Gothic - Barry Deck, 1990 - Thingbat - pictogrammes, John Hersey, 1993 - Totally Gothic - Zuzana Licko, 1990 - Tribute - Frank Heine, 2003 - Triplex - Zuzana Licko, 1989 - Triplex Italic - John Downer, 1985 - Variex - Rudy VanderLans et Zuzana Licko, 1988 - Vendetta - John Downer, 1999 - Vista - Xavier Dupré, 2004 - Whirligig - pictogrammes, Zuzana Licko, 1994 - ZeitGuys - pictogrammes, Eric Donelan et Bob Aufuldish, 1994 |  |

## Emigre Magazine
Emigre est une revue américaine trimestrielle sur le design graphique qui parut de 1984 à 2005 (69 numéros), fondée par Rudy VanderLans et d'autres expatriés hollandais. Elle suit les exemples d'U&lc de la fonderie ITC (sous la direction artistique d'Herb Lubalin) et Hard Werken du studio graphique hollandais du même nom, dont Emigre reprend d'ailleurs les formats. Édités sans aucun budget (des caractères de machine à écrire sont redimensionnés à la photocopieuse), les premiers exemplaires sont placés directement auprès des revendeurs.
Emigre sert de support de diffusion aux expérimentations typographiques et graphiques d'Emigre Graphics. Des graphistes contemporains y sont conviés, prenant le pouls de la vague postmoderne qui émerge.
Chaque numéro est construit autour d'un thème (Made in Holland, Sound design, Redesigning stereotype etc.)
L'infographie permet de réinventer le graphisme du magazine à chaque numéro, y compris le format. Même le logo est revisité. 
Les formats normalisés sont rejetés en faveur de structures en grille organiques qui reflètent de l'enthousiasme pour le contenu. « People read best what they read most » (« Les gens lisent mieux ce qu'ils lisent plus » - VanderLans).
Des articles sont mis en concurrence, d'autres recréent l'humeur et le rythme des mots parlés... expériences formelles, interviews, écrits critiques, commentaires sociologiques, inclusion de disques musicaux définissent le contenu du magazine.
VanderLans se concentre sur les travaux négligés par d'autres publications, parce qu'il n'adhèrent pas aux canons du graphisme ou sont en gestation. Il invite des graphistes tel qu'Edward Fella, Rick Valicenti, les Britanniques Vaughan Oliver, Nick Bell, The Designers Republic, le Français Philippe Apeloig, quelques Hollandais et bien d'autres encore attirés par ce laboratoire graphique. Le no 10, est entièrement produit par les étudiants en arts du Cranbrook Academy of Art du Michigan. 
En invitant des graphistes populaires comme David Carson (à qui le no 27 est entièrement consacré) ou le label musical britannique 4AD (qui accorde une place de choix au graphisme, Emigre no 9), le magazine, dont les lecteurs ont un sens graphique sophistiqué, devient le cri de ralliement des tenants du changement.
En 1995 Emigre adopte un format fixe plus conventionnel et cherche une stabilité plus conservatrice. Le contenu aussi. « Au lieu de s'attacher aux intentions des designers et à leurs travaux, nous avons décidé de nous retourner et observer comment ce travail influence notre culture » déclare alors Rudy VanderLans. Il laisse libre cours à un de ses sujets d'étude privilégiés : la place du graphisme dans le champ social. Les typographies de Zuzana Licko s'assagissent, Emigre Magazine suit l'évolution d'Emigre Graphics ; l'avant-garde a vécu. 
Après 21 ans d'activité, la revue s'arrête avec le no 69.
Emigre ne fit pas que montrer ou parler graphisme, elle fut une référence et un baromètre de grande influence dans les années 1990.

## Étymologie
Emigre : le nom est issu du mot français émigré, choisi pour sa consonance (on le voit parfois écrit Emigré). Il fait référence à un état d'esprit : Emigre se définit comme « le magazine qui ignore les frontières », physiques et symboliques. Il fait aussi référence aux origines diverses des fondateurs et des graphistes qui y ont collaboré. « (...) leur confrontation à d'autres cultures a influencé leur travail en une unique saveur » (VanderLans).